# Station Trémolat
Station Trémolat is een spoorweghalte in de Franse gemeente Trémolat.